# (20393) Kevinlane
(20393) Kevinlane (1998 MZ8) – planetoida z pasa głównego asteroid okrążająca Słońce w ciągu 5,36 lat w średniej odległości 3,06 j.a. Odkryta 19 czerwca 1998 roku.